# سمح (كوكب غير شمسي)
سمح أو إبسلون أندروميدا سي هو كوكب خارج المجموعة الشمسية في مدار فلكي يستغرق 241.2 يوم حول النجم تطوان الشبيه بالشمس. ويقع الكوكب ونجمه في كوكبة المرأة المسلسلة. ويبعد مسافة تقدر بحوالي 44 سنة ضوئية ما يعادل (13.5 فرسخ فلكي أو 4.163×1014 كم) تقريباً من الأرض. اكتشف الكوكب في أبريل عام 1999 من قبل جيفري مارسي وبول بتلر.
الاسم الرسمي له هو (بالإنجليزية: Upsilon Andromedae c (abbreviated) υ Andromedae c (or) Upsilon And c (or) υ And c). ويطلق عليه أيضاً اسم سمح تكريماً للعالم ابن السمح وهو من علماء الأندلس خلال القرن الحادي عشر.

## التسمية
في يوليو 2014 بدأ الاتحاد الفلكي الدولي مهمة تسمية الكواكب الخارجية والنجوم التي تستضيفهم بأسماء الأعلام، والتي تضمنت مشاركة الجمهور لترشيح والتصويت على الأسماء الجديدة. في ديسمبر 2015، أعلن الاتحاد الفلكي الدولي الاسم الفائز الذي كان سمح لهذا الكوكب. وهو الاسم الذي قدم من قبل نادي علم الفلك فيغا المغربي، تكريماً لعالم القرن الحادي عشر أبو القاسم أصبغ بن محمد بن السمح المهندس الغرناطي.

## الاكتشاف
اكتشف سمح في 15 أبريل 1999. ومثل معظم الكواكب خارج المجموعة الشمسية المعروفة، كُشف عنه برصد التغيرات في قياس السرعة الشعاعية للنجم المضيف وأنها قد تكون ناتجة عن جاذبية كوكب. وتم ذلك عن طريق عمل قياسات دقيقة لتأثير دوبلر لخطوط طيف النجم المضيف تطوان. في وقت الاكتشاف كان (النجم تطوان) معروفاً بأنه يستضيف بالفعل كوكباً خارج المجموعة الشمسية، وهو كوكب المشتري الحار المسمى صفار، وبحلول عام 1999 كان واضحاً أن هذا الكوكب الداخلي لم يفسر بشكل كامل قياسات منحنى السرعة الشعاعية.
في عام 1999، خلص علماء الفلك وبشكل مستقل في كل من جامعة ولاية سان فرانسيسكو ومركز هارفارد-سميثونيان للفيزياء الفلكية إلى أن نموذجاً كوكبياً ثلاثياً هو أفضل ما يناسب القياسات. وتمت تسمية الكوكبين الجديدين إبسلون أندروميدا سي وإبسلون أندروميدا دي.

## المدار والكتلة
مثل الغالبية العظمى لكواكب الفترة الطويلة خارج المجموعة الشمسية، مدار سمح منحرف، أكثر من أي من الكواكب الرئيسية في النظام الشمسي (بما في ذلك بلوتو). وإذا وضع في النظام الشمسي، فإن سمح سوف يقع بين مداري الأرض والزهرة.
قد يكون سبب الانحراف المداري العالي نتيجة لاضطرابات الجاذبية من كوكب إبسلون اندروميدا دي. وتشير المحاكاة إلى أن مدار سمح يعود إلى حالته الأصلية الدائرية مرة واحدة تقريباً كل 6700 سنة.
احتمال آخر يقول بأن التفاعلات بين إبسلون اندروميدا دي وكوكب خارجي (مفقود الآن) قد نقل مدار إبسلون اندروميدا دي إلى مدار أقرب إلى النجم، حيث تسبب هذا تدريجياً بانحراف مدار سمح. وإذا كان الأمر كذلك، فإن الكوكب المفقود كان سيتم إخراجه فوراً؛ ومن غير الواضح كيف قد يكون هذا الوضع. وكل الاحتمالات الأخرى ممكنة. يبين انحصار السرعة الشعاعية أن زاوية ميلان كوكب سمح غير معروفة. وأن له الحد الأدنى من الكتلة المكتسبة. ومع ذلك، ومن خلال الجمع بين قياسات السرعة الشعاعية من التلسكوبات الأرضية مع بيانات القياسات الفلكية من مرصد هابل الفضائي، حدد علماء الفلك الميل المداري فضلاً عن الكتلة الفعلية لهذا الكوكب، وهي تقارب حوالي 13.98 مرة كتلة كوكب المشتري. والميل المتبادل بين كوكب سمح والكوكب دي هو 29.9 درجة.

## خصائص
نظراً للكتلة العالية للكوكب، فمن المرجح أن كوكب سمح عملاق غازي وسطحه صلب. وبما أن الكوكب اكتشف بشكل غير مباشر من خلال عمليات رصد النجم التابع له، فإن خصائص الكوكب مثل نصف القطر والتكوين ودرجة الحرارة لا تزال غير معروفة. وبما أن كتلته تعادل 14 مرة كتلة المشتري والمعدنية مقاربة لمعدنية الشمس فقد يكون كوكب سمح في الواقع قزماً بنياً صغيراً.

## النظام الكوكبي
| رفيق (بترتيب النجوم) | كتلة              | نصف محور (AU)  | الفترة المدارية (يوم) | انحراف        | ميلان     | نق       |
| -------------------- | ----------------- | -------------- | --------------------- | ------------- | --------- | -------- |
| صفار                 | 0.62±0.09 مJ      | 0.0595±0.0034  | 4.62±0.23             | 0.022±0.007   | 30-90°    | —        |
| السمح                | 13.98+2.3 −5.3 مJ | 0.832±0.048    | 241.26±0.64           | 0.260±0.079   | 7.9 ± 1°  | —        |
| (مجريطي)             | 10.25+0.7 −3.3 مJ | 2.53±0.15      | 1276.46±0.57          | 0.299±0.072   | 23.8 ± 1° | ~1.02 قم |
| e                    | 0.96±0.14 مJ      | 5.2456±0.00067 | 3848.86±0.74          | 0.0055±0.0004 | —         | —        |